# Tomasz Przybora
Tomasz Przybora (ur. 12 maja 1949 - zm. 6 czerwca 2022) – polski brydżysta, Arcymistrz Światowy (PZBS), World Life Master (WBF), European Master, European Champion w kategorii Open (EBL).
Wraz z Krzysztofem Martensem  współtwórca systemu licytacyjnego „Martens-Przybora” którego odmianą jest Nasz System.

## Wyniki brydżowe

### Kraj
W rozgrywkach krajowych zdobywał następujące lokaty:
| Drużynowe mistrzostwa Polski | Drużynowe mistrzostwa Polski | Drużynowe mistrzostwa Polski |
| Sezon                        | Drużyna                      | Pozycja                      |
| ---------------------------- | ---------------------------- | ---------------------------- |
| 1991/92                      | Czarni Słupsk                | 1                            |
| 1990/91                      | Czarni Słupsk                | 1                            |
| 1989/90                      | Czarni Słupsk                | 2                            |
| 1988/89                      | Czarni Słupsk                | 1                            |
| 1987/88                      | Czarni Słupsk                | 1                            |
| 1986/87                      | Czarni Słupsk                | 2                            |
| 1985/86                      | Czarni Słupsk                | 1                            |
| 1984/85                      | Czarni Słupsk                | 1                            |
| 1982/83                      | Czarni Słupsk                | 3                            |
| 1981/82                      | Czarni Słupsk                | 1                            |
| 1980/81                      | Czarni Słupsk                | 3                            |

| Mistrzostwa Polski Par | Mistrzostwa Polski Par | Mistrzostwa Polski Par  | Mistrzostwa Polski Par |
| Rok                    | Kategoria              | Partner                 | Pozycja                |
| ---------------------- | ---------------------- | ----------------------- | ---------------------- |
| 1986                   | Open                   | Krzysztof Martens       | 2                      |
| 1985                   | Miksty                 | Mirosława Międzychodzka | 1                      |
| 1985                   | Open                   | Krzysztof Martens       | 1                      |
| 1980                   | Open                   | Mirosława Międzychodzka | 1                      |
| 1980                   | Open                   | Krzysztof Martens       | 2                      |
| 1979                   | Open                   | Krzysztof Martens       | 2                      |
| 1977                   | Miksty                 | Wiesława Tomaszewska    | 1                      |

| Mistrzostwa Polski Teamów | Mistrzostwa Polski Teamów | Mistrzostwa Polski Teamów | Mistrzostwa Polski Teamów |
| Rok                       | Typ                       | Kategoria                 | Pozycja                   |
| ------------------------- | ------------------------- | ------------------------- | ------------------------- |
| 1993                      | IMP                       | Open                      | 1                         |
| 1991                      | IMP                       | Open                      | 1                         |
| 1987                      | IMP                       | Open                      | 1                         |
| 1985                      | IMP                       | Open                      | 2                         |

### Olimpiady
Na olimpiadach uzyskał następujące rezultaty:
| Olimpiady brydżowe. Zawody teamów | Olimpiady brydżowe. Zawody teamów | Olimpiady brydżowe. Zawody teamów | Olimpiady brydżowe. Zawody teamów | Olimpiady brydżowe. Zawody teamów | Olimpiady brydżowe. Zawody teamów |
| Rok                               | Miejsce                           | Zawody                            | Kategoria                         | Drużyna                           | Pozycja                           |
| --------------------------------- | --------------------------------- | --------------------------------- | --------------------------------- | --------------------------------- | --------------------------------- |
| 1996                              | Rodos                             | 10. Olimpiada Teamów              | Open                              | Poland                            | 5                                 |
| 1984                              | Seattle                           | 7. Olimpiada Teamów               | Open                              | Poland                            | 1                                 |
| 1980                              | Valkenburg                        | 6. Olimpiada Teamów               | Open                              | Poland                            | 19                                |

### Świat
W światowych zawodach zdobył następujące lokaty:
| Mistrzostwa Świata. Konkurencja teamów | Mistrzostwa Świata. Konkurencja teamów | Mistrzostwa Świata. Konkurencja teamów | Mistrzostwa Świata. Konkurencja teamów | Mistrzostwa Świata. Konkurencja teamów | Mistrzostwa Świata. Konkurencja teamów |
| Rok                                    | Miejsce                                | Zawody                                 | Kategoria                              | Drużyna                                | Pozycja                                |
| -------------------------------------- | -------------------------------------- | -------------------------------------- | -------------------------------------- | -------------------------------------- | -------------------------------------- |
| 2007                                   | Szanghaj                               | 38. Mistrzostwa Świata Teamów          | Trans                                  | Auto-Hit Warszawa                      | 24                                     |
| 2006                                   | Werona                                 | 12. Mistrzostwa Świata                 | Open                                   | Otvosi                                 | 65                                     |
| 2005                                   | Estoril                                | 37. Mistrzostwa Świata Teamów          | Trans                                  | Otvosi                                 | 14                                     |
| 1997                                   | Hammamet                               | 33 Mistrzostwa Świata Teamów           | Trans                                  | Gardynik                               | 3                                      |
| 1990                                   | Genewa                                 | 8. Mistrzostwa Świata                  | Open                                   | Ostrowski                              | 5                                      |
| 1986                                   | Miami Beach                            | 7. Mistrzostwa Świata                  | Open                                   | Gawryś                                 | 18                                     |
| 1982                                   | Biarritz                               | 6 Mistrzostwa Świata                   | Open                                   | Kudła                                  | 28                                     |
| 1981                                   | Nowy Jork                              | 25. Mistrzostwa Świata Teamów          | Open                                   | Poland                                 | 3                                      |

| Mistrzostwa Świata. Konkurencja par | Mistrzostwa Świata. Konkurencja par | Mistrzostwa Świata. Konkurencja par | Mistrzostwa Świata. Konkurencja par | Mistrzostwa Świata. Konkurencja par | Mistrzostwa Świata. Konkurencja par |
| Rok                                 | Miejsce                             | Zawody                              | Kategoria                           | Partner                             | Pozycja                             |
| ----------------------------------- | ----------------------------------- | ----------------------------------- | ----------------------------------- | ----------------------------------- | ----------------------------------- |
| 1986                                | Miami Beach                         | 7. Mistrzostwa Świata               | Open                                | Krzysztof Martens                   | 27                                  |

| Mistrzostwa Świata. Konkurencja indywidualna | Mistrzostwa Świata. Konkurencja indywidualna | Mistrzostwa Świata. Konkurencja indywidualna | Mistrzostwa Świata. Konkurencja indywidualna | Mistrzostwa Świata. Konkurencja indywidualna | Mistrzostwa Świata. Konkurencja indywidualna |
| Rok                                          | Miejsce                                      | Zawody                                       | Kategoria                                    | Pozycja                                      |                                              |
| -------------------------------------------- | -------------------------------------------- | -------------------------------------------- | -------------------------------------------- | -------------------------------------------- | -------------------------------------------- |
| 1992                                         | Paryż                                        | 1. Indywidualne Mistrzostwa Świata           | Open                                         | 25                                           |                                              |

### Europa
W europejskich zawodach zdobył następujące lokaty:
| Zawody europejskie. Konkurencja teamów | Zawody europejskie. Konkurencja teamów | Zawody europejskie. Konkurencja teamów | Zawody europejskie. Konkurencja teamów | Zawody europejskie. Konkurencja teamów | Zawody europejskie. Konkurencja teamów |
| Rok                                    | Miejsce                                | Zawody                                 | Kategoria                              | Drużyna                                | Pozycja                                |
| -------------------------------------- | -------------------------------------- | -------------------------------------- | -------------------------------------- | -------------------------------------- | -------------------------------------- |
| 1990                                   | Bordeaux                               | 1. Mistrzostwa Europy Mikstów          | Miksty                                 | Harasimowicz                           | 48                                     |
| 1983                                   | Wiesbaden                              | 36. Mistrzostwa Europy Teamów          | Open                                   | Poland                                 | 10                                     |
| 1981                                   | Birmingham                             | 35. Mistrzostwa Europy Teamów          | Open                                   | Poland                                 | 1                                      |

| Zawody europejskie. Konkurencja par | Zawody europejskie. Konkurencja par | Zawody europejskie. Konkurencja par | Zawody europejskie. Konkurencja par | Zawody europejskie. Konkurencja par | Zawody europejskie. Konkurencja par |
| Rok                                 | Miejsce                             | Zawody                              | Kategoria                           | Partner                             | Pozycja                             |
| ----------------------------------- | ----------------------------------- | ----------------------------------- | ----------------------------------- | ----------------------------------- | ----------------------------------- |
| 1999                                | Warszawa                            | 10. Mistrzostwa Europy Par          | Open                                | Grzegorz Gardynik                   | 32                                  |
| 1990                                | Bordeaux                            | 1. Mistrzostwa Europy Mikstów       | Mikst                               | Jolanta Hocheker                    | 142                                 |
| 1989                                | Salsomaggiore                       | 5. Mistrzostwa Europy Par           | Open                                | Marcin Leśniewski                   | 1                                   |

### Inne
W innych zawodach zdobył następujące lokaty:
| Inne zawody. Konkurencja teamów | Inne zawody. Konkurencja teamów | Inne zawody. Konkurencja teamów   | Inne zawody. Konkurencja teamów | Inne zawody. Konkurencja teamów | Inne zawody. Konkurencja teamów |
| Rok                             | Miejsce                         | Zawody                            | Kategoria                       | Drużyna                         | Pozycja                         |
| ------------------------------- | ------------------------------- | --------------------------------- | ------------------------------- | ------------------------------- | ------------------------------- |
| 1984                            | Malmö                           | Puchar Europy "Philp Morris" 1984 | Open                            | Czarni Słupsk                   | 1                               |
| 1982                            | San Remo                        | Puchar Europy "Philp Morris" 1982 | Open                            | Czarni Słupsk                   | 3                               |